# كربون زجاجي

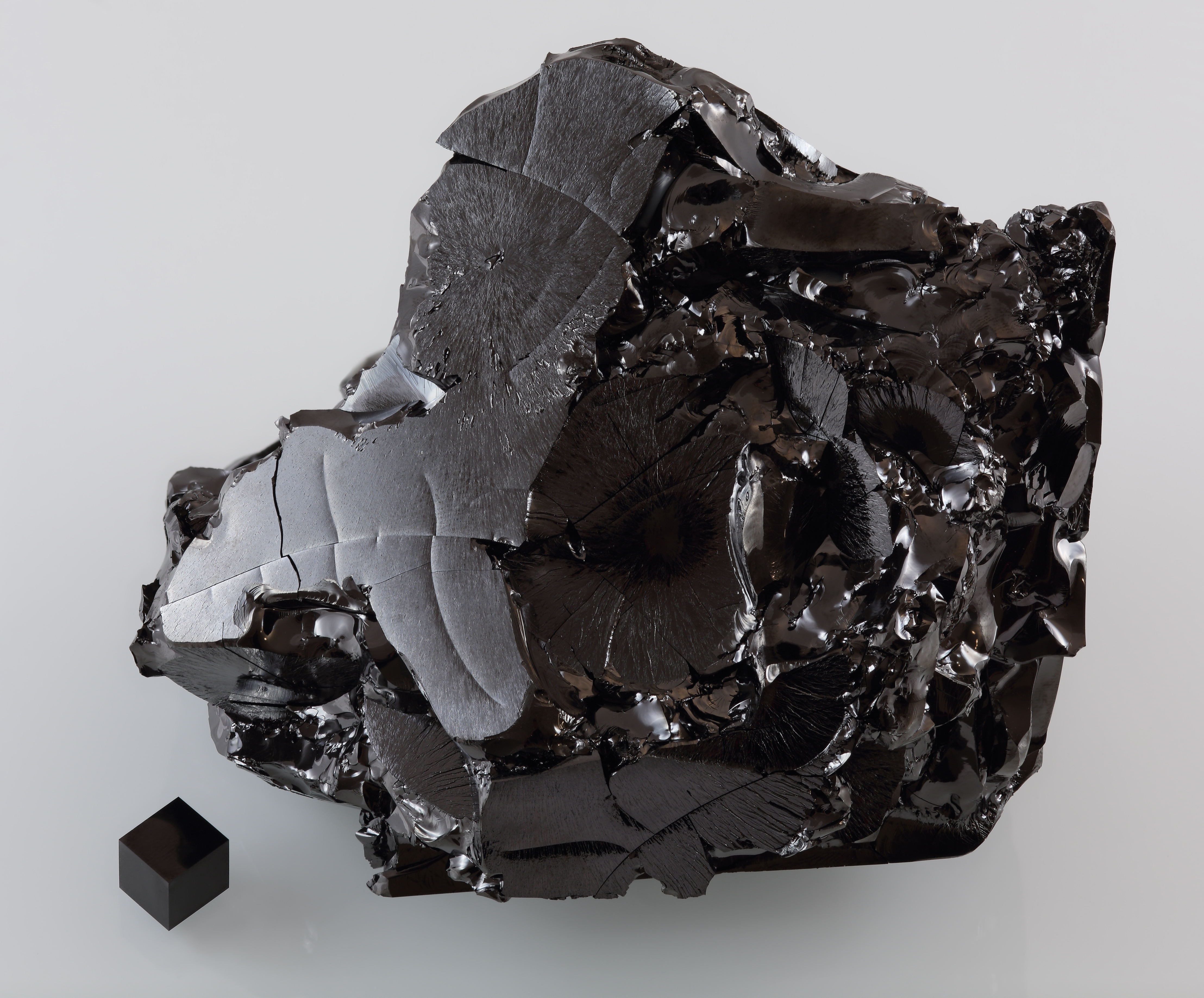
عينة كبيرة الحجم من الكربون الزجاجي.

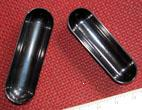
قطع من الكربون الزجاجي

الكربون الزجاجي (أو الكربون شبيه-الزجاج) عبارة عن شكل من أشكال الكربون غير الغرافيتية، والذي يجمع بين الخصائص الزجاجية والسيراميكية مع الخصائص الأخرى الموجودة في الغرافيت.
إن مصطلح الكربون الزجاجي هو اسم تجاري، والاسم الذي أوصى به الاتحاد الدولي للكيمياء البحتة والتطبيقية هو كربون شبيه بالزجاج.

## الخصائص
يتميز الكربون الزجاجي بأن له مقاومة حرارية مرتفعة، كما أن له صلادة مرتفعة على مقياس موس قيمتها 7؛ بالمقابل، فإن للكربون الزجاجي قيم منخفضة في الكثافة والمقاومة الكهربائية والاحتكاك.
للكربون الزجاجي مقاومة جيدة للمواد الكيميائية، كما أنه غير نفوذ للغازات أو السوائل.
لا تزال بنية الكربون الزجاجي موضع بحث، وإن كانت هناك مؤشرات إلى أن البنية قريبة من بنية الفوليرين. لكن يجب التمييز بين بنية الكربون الزجاجي والكربون اللابلوري.

## الاستخدامات
يستخدم الكربون الزجاجي كمادة لصنع الأقطاب في التطبيقات الكيميائية الكهربائية، بالإضافة إلى استخدامه كمادة سيراميكية في صناعة البواتق، وكمكوّن في المواد التي تصنع منها الأعضاء الاصطناعية.

## اقرأ أيضاً
- كربون لابلوري
- كربون شبيه الألماس